# 安達朋博
安達 朋博（あだち ともひろ、1983年9月13日 - ）は、日本のピアニスト。
8歳の時にピアノを始め、16歳から本格的に音楽の基礎を学ぶ。高校卒業後、単身クロアチアへ渡り、イーノ・ミルコヴィッチ高等音楽院（モスクワ音楽院提携校）を経て、クロアチア国立ザグレブ音楽大学を卒業。日本では、クロアチアからの逆輸入ピアニスト、またはクロアチア音楽の伝道師と呼ばれ、クロアチア作品の普及に尽力。ラジオ出演や雑誌記事執筆なども行っており、ヤマハのブロードバンド講座にも登場している。

## 経歴
1983年9月13日、京都府竹野郡弥栄町（現・京丹後市弥栄町）出身。生まれは大阪府とされる。弥栄町立溝谷小学校、弥栄町立弥栄中学校、京都府立網野高等学校を卒業。網野高校2年時に第3回堺国際ピアノコンクール高校の部で第3位入賞。高校卒業後の2002年5月、単身でクロアチアへ渡った。
2003年10月、イーノ・ミルコヴィッチ音楽院（モスクワ音楽院提携校）に実技最高点にて入学。2003年以降、C.TOGNI国際音楽コンクールピアノ部門第3位、SEILER国際音楽コンクールピアノ部門第1位、J.BRAHMS国際音楽コンクールピアノ部門第2位などの実績を作った。2005年1月、クロアチア国立ザグレブ音楽大学に編入学。同年にはドイツとクロアチアでリサイタルを開催した。2007年、クロアチア国立ザグレブ音楽大学を最優秀の成績で卒業した。
2007年8月11日、大阪市のいずみホールにて日本でのデビューリサイタルを開催した。同年11月、東京文化会館にてザグレブ弦楽四重奏団と共演した。横浜みなとみらいホールにて、関東での本格的なデビューリサイタルを開催した。2007年11月2日、プラネット・ワイより、大阪いずみホールでのデビューリサイタルを録音したCDが発売された。2008年6月、テレビ東京系「たけしの誰でもピカソ」で「世界が絶賛!!痛快!日本男児〜驚異の若きアーティストたち」に出演した。2009年3月、NHK-FM放送の「名曲リサイタル」に出演した。
2014年4月に京丹後市立弥栄小学校が開校した際には校歌の作曲を手掛けた。

## 人物と活動
普通高校卒業後、単身クロアチアへ渡って以来、クロアチア人作曲家の曲の日本での普及を目指し、毎回リサイタルではクロアチア人作曲家の曲を演奏している。中でも女流作曲家ドーラ・ペヤチェヴィチの曲を好んで演奏している。CDのタイトルにもなっている、『DANCE OF THE BARONESS』は同じくクロアチア出身のF・パラッチ作曲。リサイタルには、詩人でもある駐日ドラゴ・シュタンブク クロアチア共和国大使も度々来聴し、賛辞を寄せている。